# Crambe koktebelica
Crambe koktebelica là một loài thực vật có hoa trong họ Cải. Loài này được (Junge) N.Busch mô tả khoa học đầu tiên năm 1908.